# Psychotria ankafinensis
Psychotria ankafinensis là một loài thực vật có hoa trong họ Thiến thảo. Loài này được (K.Schum.) A.P.Davis & Govaerts mô tả khoa học đầu tiên năm 2007.